# Ralph Milne
Ralph Milne (Dundee, 13 de mayo de 1961-ibídem, 6 de septiembre de 2015) fue un futbolista británico que jugaba en la demarcación de centrocampista.

## Biografía
Debutó como futbolista en 1977 con el Dundee United FC de la liga escocesa. Jugó en el club durante diez años, siempre en la máxima categoría y llegando a ganar dos Copa de la Liga de Escocia y una Scottish Premiership en 1983. También jugó para el Charlton Athletic FC, Bristol City FC, Manchester United FC, cedido en el West Ham United FC y para el Sing Tao SC de Hong Kong, equipo en el que se retiró en 1992.
Falleció el 6 de septiembre de 2015 en Dundee a los 54 años de edad tras sus largos problemas de salud.

## Clubes
| Club                        | País       | Año         | Partidos | Goles |
| --------------------------- | ---------- | ----------- | -------- | ----- |
| Dundee United FC            | Escocia    | 1977 - 1987 | 285      | 74    |
| Charlton Athletic FC        | Inglaterra | 1987 - 1988 | 22       | 0     |
| Bristol City FC             | Inglaterra | 1988        | 30       | 6     |
| Manchester United FC        | Inglaterra | 1988 - 1990 | 30       | 3     |
| West Ham United FC (cedido) | Inglaterra | 1990        | 1        | 0     |
| Sing Tao SC                 | Hong Kong  | 1991 - 1992 |          |       |

## Palmarés

### Campeonatos nacionales
| Título                     | Club             | País    | Año  |
| -------------------------- | ---------------- | ------- | ---- |
| Scottish Premiership       | Dundee United FC | Escocia | 1983 |
| Copa de la Liga de Escocia | Dundee United FC | Escocia | 1980 |
| Copa de la Liga de Escocia | Dundee United FC | Escocia | 1981 |